# Spirit (hudební skupina)
Spirit byla americká rocková skupina, založená v roce 1967 v Los Angeles v Kalifornii. Původní sestavu tvořili zpěvák a kytarista Randy California a jeho nevlastní otec, bubeník Ed Cassidy. Dále pak hráč na klávesové nástroje John Locke, baskytarista Mark Andes a zpěvák a perkusionista Jay Ferguson. Jedinými hudebníky, kteří ve skupině působili po celou dobu její existence, byli právě Randy California a Ed Cassidy. První album, které dostalo název Spirit, vydalo v roce 1968 hudební vydavatelství Ode Records. Následovala řada dalších alb, jak pro Ode Records, tak později pro Epic Records a Mercury Records. Činnost skupiny byla definitivně ukončena roku 1997, kdy zahynul Randy California. Řada z jejích alb se umístila v hitparádě Billboard 200.

## Členové

### Původní sestava
- Randy California – kytara, zpěv (1967–1979, 1982–1997)
- Ed Cassidy – bicí (1967–1979, 1982–1997)
- John Locke – klávesy (1967–1972, 1976, 1982–1985, 1988–1989)
- Mark Andes – baskytara (1967–1971, 1974, 1976, 1982–1985, 1988–1989)
- Jay Ferguson – zpěv, perkuse (1967–1971, 1976, 1982–1985)

### Ostatní členové
- John Arliss – baskytara (1971)
- Al Staehely – baskytara, zpěv (1971–1973)
- John Christian Staehely – kytara, zpěv (1971–1973)
- Stu Perry – bicí (1972–1973)
- Barry Keene – baskytara (1974–1976)
- Benji – klávesy (1975)
- Matt Andes – kytara, zpěv (1976, 1995–1997)
- Larry „Fuzzy“ Knight – baskytara, zpěv (1976–1979)
- Terry Anderson – zpěv (1976–1977)
- Scott Monahan – klávesy, baskytara, zpěv (1985–1988, 1990–1995)
- Dave Waterbury – baskytara, zpěv (1985–1988)
- Mike Nile – baskytara, zpěv (1988–1993)
- George Valuck – klávesy (1990–1995)
- Steve „Liberty“ Loria – baskytara, zpěv (1993–1997)
- Rachel Andes – zpěv (1995–1997)
- Walter Egan – baskytara, zpěv (1997)

## Diskografie

### Studiová alba
- Spirit (Ode, 1968)
- The Family That Plays Together (Ode, 1968)
- Clear (Ode, 1969)
- Twelve Dreams of Dr. Sardonicus (Epic, 1970)
- Feedback (Epic, 1972)
- Spirit of '76 (Mercury, 1975)
- Son of Spirit (Mercury, 1975)
- Farther Along (Mercury, 1976)
- Future Games (Mercury, 1977)
- The Adventures of Kaptain Kopter & Commander Cassidy in Potato Land (Rhino, 1981)
- The Thirteenth Dream/Spirit of '84 [U.S. Title] (Mercury, 1984)
- Rapture in the Chambers (I.R.S., 1988)
- Tent of Miracles (Dolphin, 1990)
- California Blues (1996)

### Koncertní alba
- Live Spirit (Potato, 1977)
- Made in Germany (1978; 1997)
- Live at la Paloma (Live 1995)
- Live at the Rainbow 1978 (1978; vydáno 2000)
- Live From the Time Coast (1989-1996; vydáno 2004)

### Kompilace
- The Best Of Spirit (Epic, 1973)
- Spirit (Epic, 1973)
- The Family That Plays Together/Feedback (Epic, 1975)
- Time Circle, 1968–1972 (Epic/Legacy, 1991)
- Chronicles, 1967–1992 (Line, 1992)
- The Mercury Years (Mercury, 1997)
- Cosmic Smile (2000)
- Sea Dream (2002)
- Blues From the Soul (2003)
- Son of America (2005))
- The Original Potato Land (2006)
- Salvation – the Spirit of '74 (2007)
- Rock and Roll Planet…1977–1979 (2008)
- California Blues Redux (2009)
- The Last Euro Tour (2010)

### Soundtracky
- Model Shop (soundtrack k filmu Jacquese Demyho, nahráno 1968, vydáno 2005)

### Singly
- Mechanical World (1968)
- I Got A Line On You (1969) #25
- Dark Eyed Woman (1969)
- 1984 (1970) #69
- Animal Zoo (1970) #97
- Mr. Skin (1973) #92